# Plesioneuron attenuatum
Plesioneuron attenuatum är en kärrbräkenväxtart som först beskrevs av Brackenr., och fick sitt nu gällande namn av Holtt. Plesioneuron attenuatum ingår i släktet Plesioneuron och familjen Thelypteridaceae. Inga underarter finns listade.